# Un camí memorable
Un camí memorable és una novel·la de l'autor nord-americà Nicholas Sparks publicada el 1999 amb el títol original A Walk to Remember. Va ser publicada en català el 2000, traduïda per Marta Marín Dòmine a Edicions 62. El 2009 va ser reeditada al segell Labutxaca.

## Escriptura
Sparks va escriure els manuscrits de A Walk to Remember, la seva tercera novel·la, l'estiu de 1999. Ho va escriure a Carolina del Nord, que és l'escenari de la novel·la. Igual que la seva primera novel·la publicada The Notebook, el pròleg d' A Walk to Remember va ser escrit al final. El títol A Walk to Remember va ser extret d'una de les pàgines finals de la novel·la: "En tots els sentits, un passeig per recordar". La novel·la està escrita en primera persona, i el seu narrador és un noi de disset anys, que viu als anys cinquanta.
La novel·la es va inspirar en la germana de Sparks, Danielle Sparks Lewis, que després va morir de càncer el juny de 2000. Tot i que la història és en gran part fictícia, algunes parts es van basar en experiències reals. Per exemple, la seva germana, igual que Jamie, mai va ser popular a l'escola i sempre portava un jersei lleig. I igual que en Jamie, sempre portava la Bíblia a tot arreu on anava. I igual que Landon i Jamie, mai en mil anys ningú va pensar que algú s'enamoraria d'ella. El marit de la seva germana li va proposar matrimoni malgrat la seva malaltia. Després de la seva mort, Sparks va dir en l'⁣encomi: "... Suposo que vaig escriure aquesta novel·la no només perquè coneguessis a la meva germana, sinó perquè sàpigues quina cosa meravellosa va fer el seu marit una vegada per ella."

## Argument
La història comença amb un pròleg de Landon Carter als 57 anys. La resta de la història passa quan Landon és un jove de 17 anys de secundària. Landon viu a la petita ciutat religiosa de Beaufort, Carolina del Nord. El seu pare és un congressista genial i carismàtic.
Però quan comença el curs de 1958 li passa un fet que li canvia la vida. Per no haver de treballar massa s'ha apuntat a l'assignatura de teatre, que cada any prepara la representació d'una mena de conte de Nadal escrit pel reverend Hegbert del poble en record a la seva dona morta. Aquell any, la noia protagonista serà la filla del revered, la Jamie Sullivan, que és una persona molt bondadosa però certament estranya i molt devota.
Tot primer en Landon se sent una mica atabalat per la feina que li porta la representació i també avergonyit perquè els seus amics se'n riuen d'ell pel que fa. En Landon comença a ajudar més i més la Jamie en les seves tasques fora de l'institut, per exemple, visita un orfenat amb assiduïtat, recull diners per aquest lloc... Però pocs dies abans de representar l'obra en Landon tractarà malament la Jamie perquè no entén per què ell mateix canvia sense adonar-se'n.
La representació de l'obra anirà molt i molt bé, tot el poble sap que havia estat escrita perquè la Jamie pogués fer d'àngel i en evocació a la seva mare. Landon li demanarà perdó pel que havia passat i acaba veient com s'ha enamorat d'ella. S'intercanviaran regals de Nadal i en Landon la convidarà a sopar en un lloc agradable per cap d'any. Ara bé, ella li té un secret que li explica aquella mateixa nit i és que té leucèmia i no es pot curar.
En aquells moments la vida de Landon deixa de tenir el sentit que havia tingut fins llavors, es dedicarà a estar amb la Jamie el que faci falta, llegiran la Bíblia junts cada tarda perquè la Jamie ha deixat d'anar a l'institut. Es va veient com ella pateix molt i es va apagant, però en els últims moments, en Landon decideix casar-se amb ella tot esperant un miracle. Certament és un final obert, molt romàntic en el qual s'hi barregen impressionants descripcions del paisatge.
La germana de l'autor que també va morir jove de malaltia va inspirar la protagonista d'aquesta novel·la.
La novel·la ha estat portada al cinema en un film del mateix nom dirigit per Adam Shankman i que va aparèixer el 2002.